# Mission spéciale d'observation de l'OSCE en Ukraine

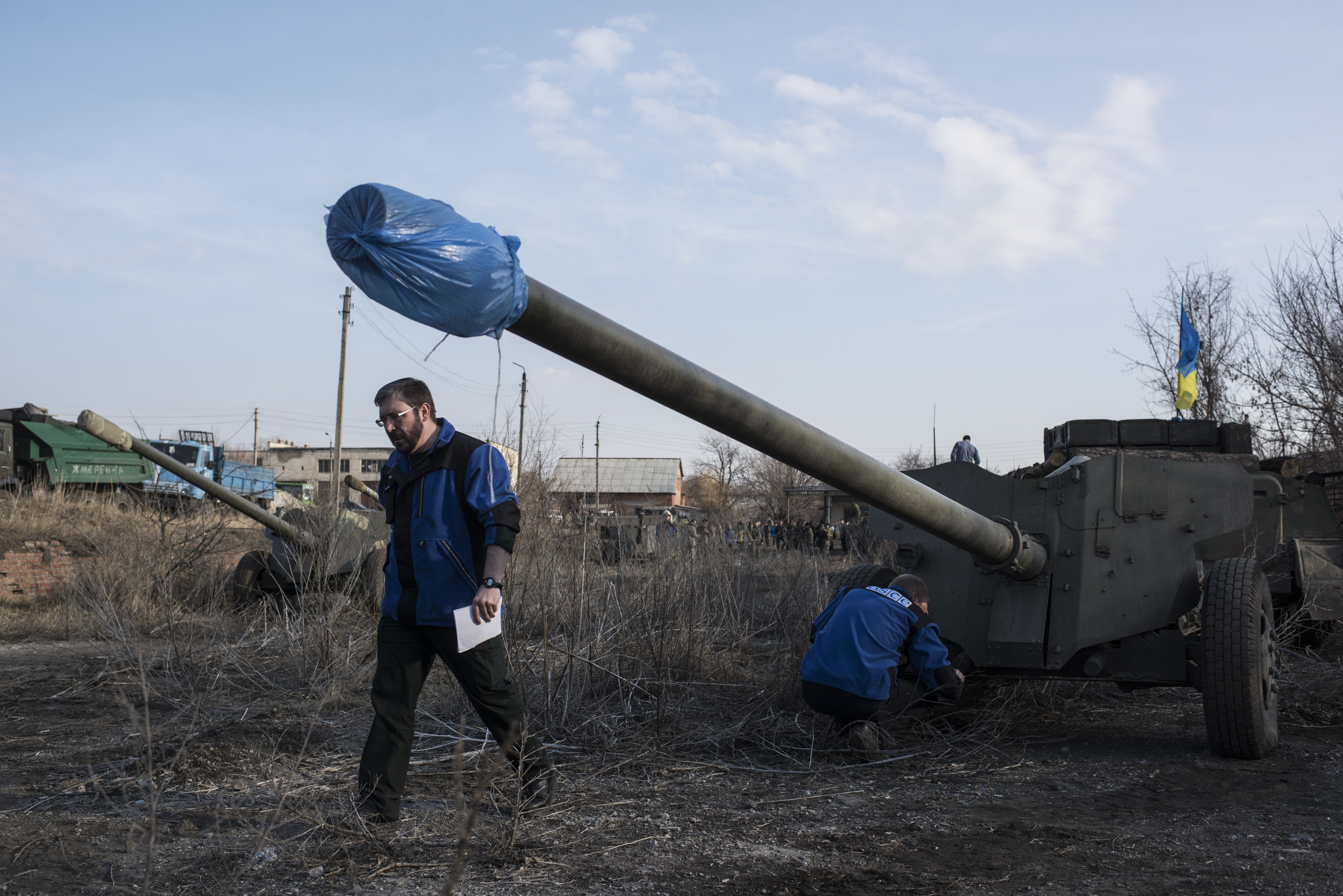
La MSO surveillant les mouvements d'armes lourdes dans l'est de l'Ukraine, février 2015

La mission spéciale d'observation en Ukraine (MSO) est une mission civile internationale d'observation créée sous les auspices de l'Organisation pour la sécurité et la coopération en Europe (OSCE) mandatée pour contribuer à réduire les tensions et aider à favoriser la paix en Ukraine. Elle est déployée le 21 mars 2014, à la suite de l'annexion de la Crimée par la Russie et au déclenchement de la guerre du Donbass ouvert.

## Contexte
La crise a débuté le 21 novembre 2013 à la suite de la décision du gouvernement ukrainien de ne pas signer l'accord d'association entre l'Ukraine et l'Union européenne. Après des mois de protestations, le gouvernement est tombé et les troubles se sont étendus à d'autres régions d'Ukraine, en particulier les régions russophones de l'est et du sud.
Le 1er mars 2014, en réponse à l'évolution de la crise, le président en exercice de l'OSCE, Didier Burkhalter, a proposé la création d'un groupe de contact diplomatique et d'une mission d'observation internationale lors d'un discours devant le Conseil des droits de l'homme des Nations unies afin d'aider l'Ukraine à faciliter une solution diplomatique à la crise.

La MSO surveillant les mouvements d'armes lourdes dans l'est de l'Ukraine, février 2015
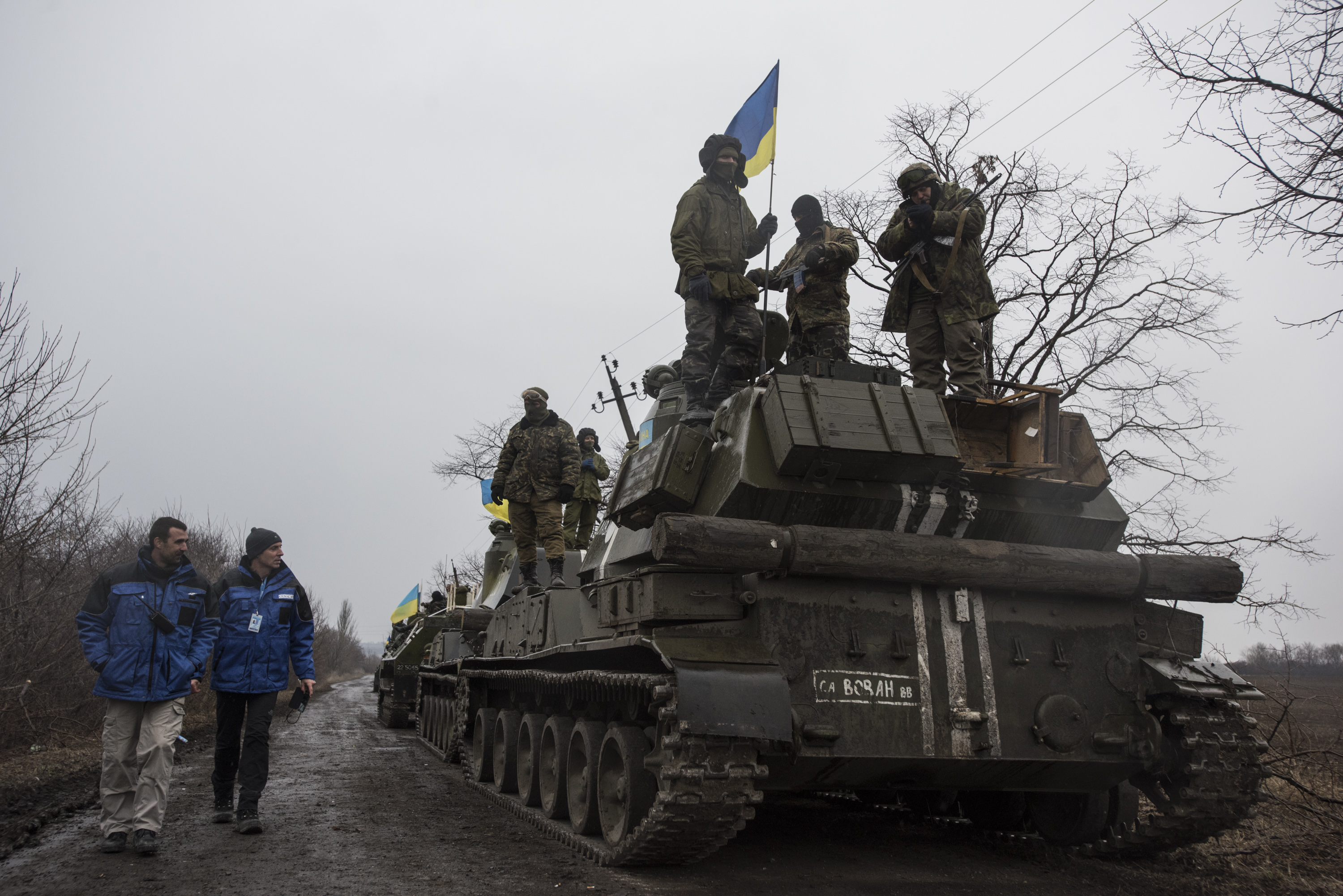
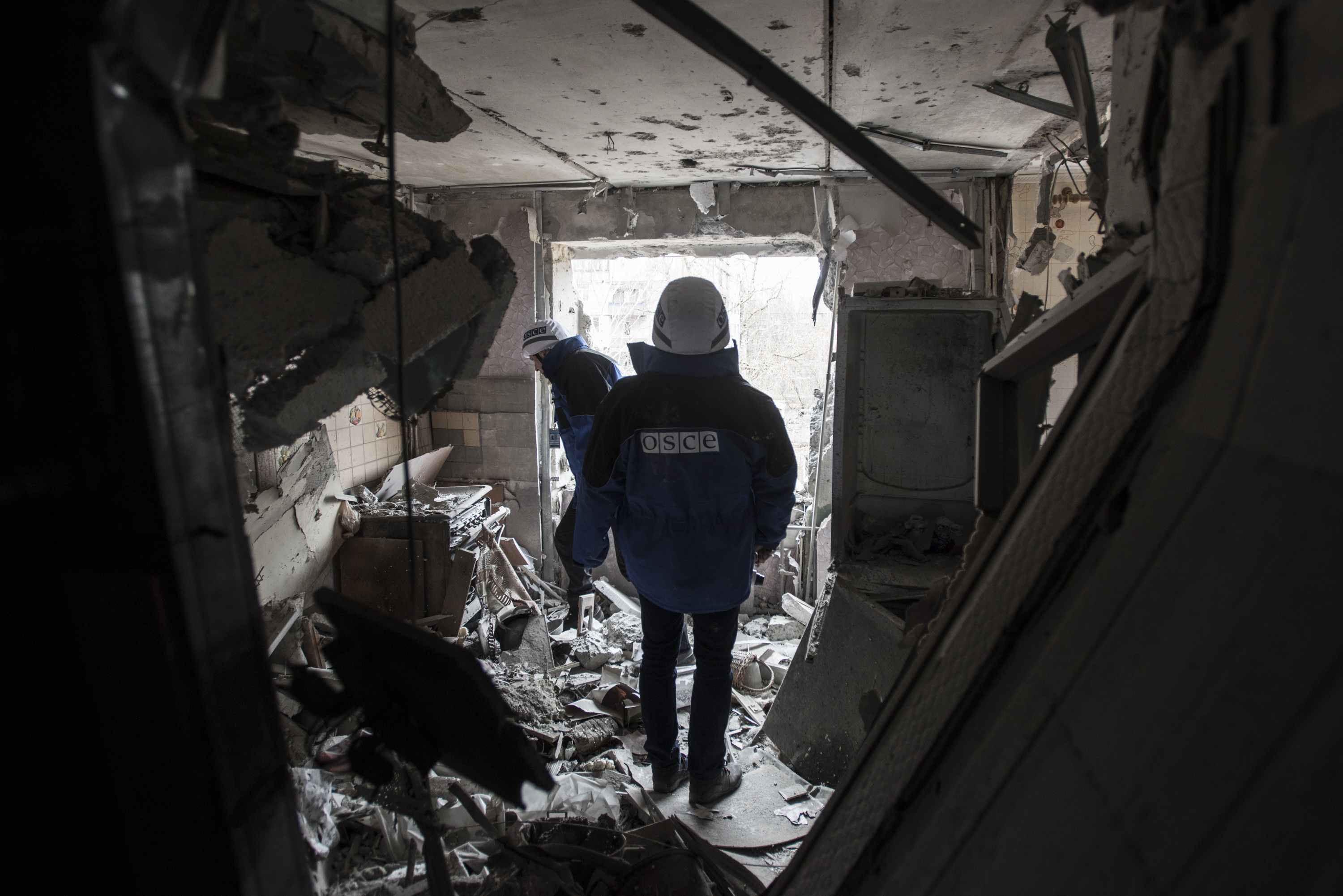
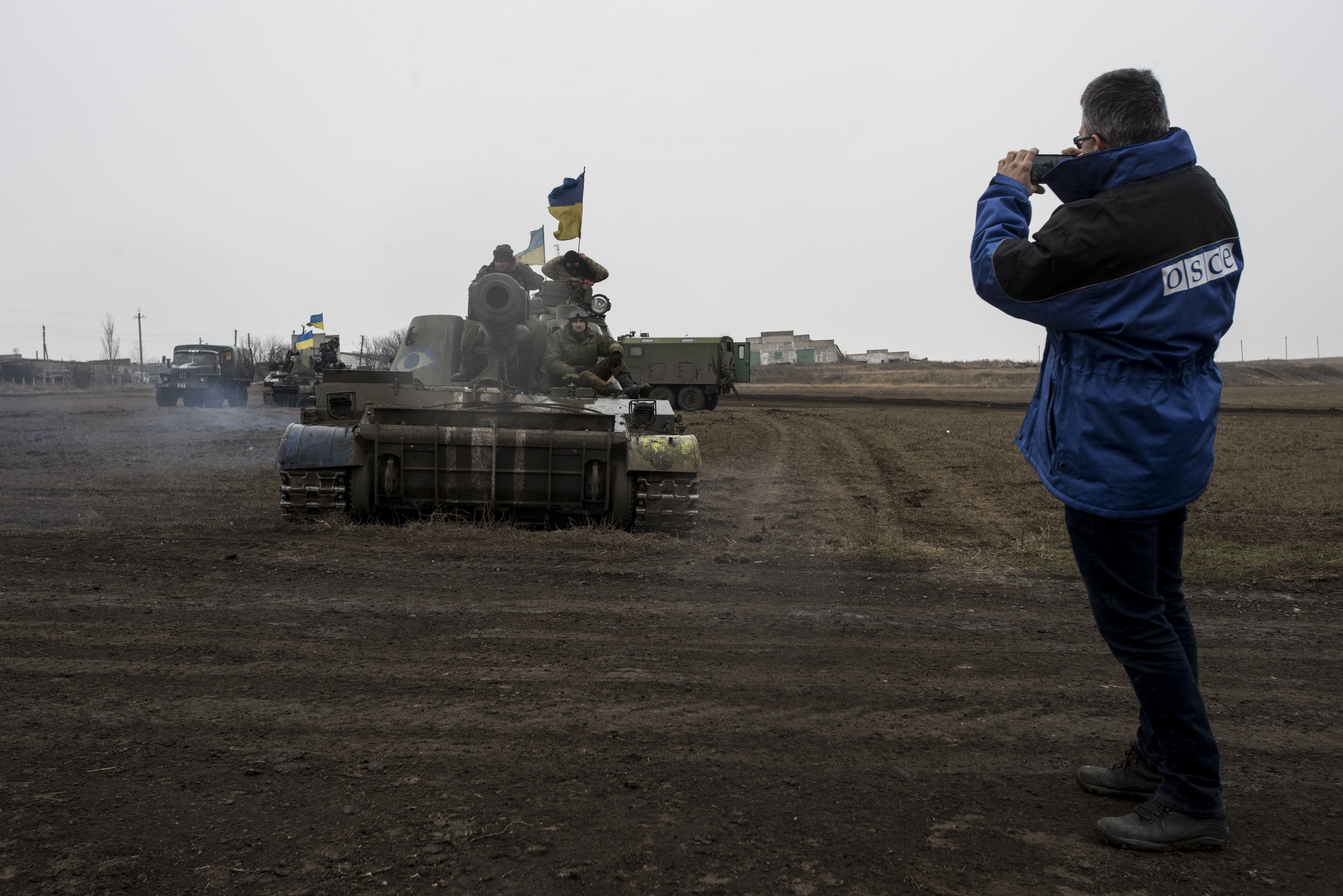
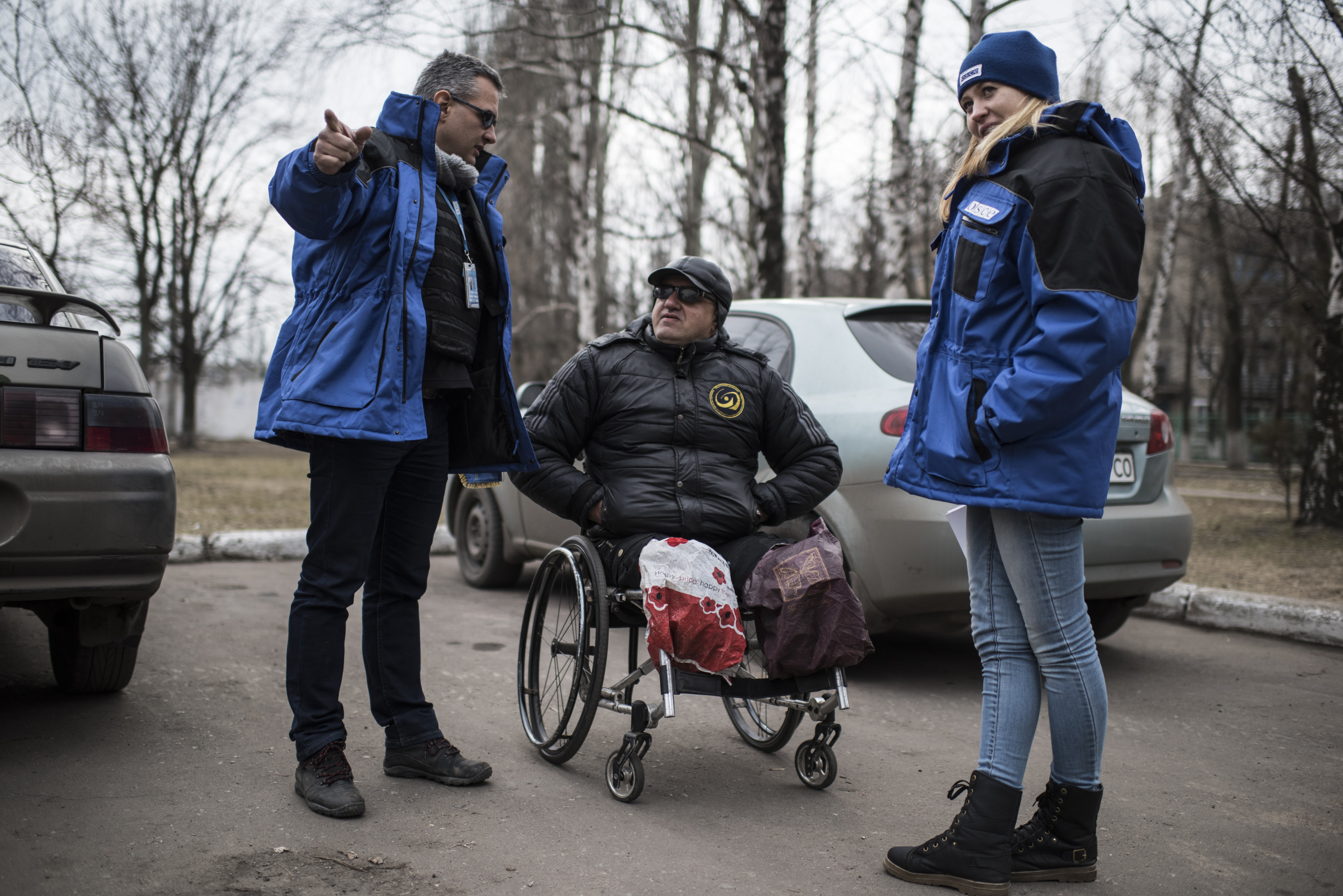

## Mandat et structure
La mission a pour mandat de :
- Recueillir des informations et rendre compte de la situation dans la zone d'opération ;
- Établir et rapporter des faits en réponse à des incidents spécifiques et des rapports d'incidents, y compris ceux concernant des violations présumées des principes et engagements fondamentaux de l'OSCE ;
- Surveiller et soutenir le respect des droits de l'homme et des libertés fondamentales, y compris les droits des personnes appartenant à des minorités nationales ;
- Établir des contacts avec les autorités locales, régionales et nationales, les groupes ethniques et religieux, et les représentants de la population locale ;
- Faciliter le dialogue sur le terrain afin de réduire les tensions et de promouvoir la normalisation de la situation ;
- Rendre compte des restrictions à la liberté de mouvement de la mission ou d'autres entraves à l'accomplissement de son mandat ;
- Coordonner et soutenir le travail des autres organes de l'OSCE, notamment le Haut-Commissaire pour les minorités nationales, le Bureau des institutions démocratiques et des droits de l'homme de l'OSCE et le Représentant de l'OSCE pour la liberté des médias, et coopérer avec les Nations unies, le Conseil de l'Europe et d'autres organismes internationaux.

Le mandat de la mission couvre le territoire de l'Ukraine à l'intérieur de ses frontières internationalement reconnues. À la date du 21 septembre 2020, la MSO se composait d'environ 700 observateurs de 53 États membres de l'OSCE et de personnels local et international supplémentaires. Le siège est situé à Kiev et la mission est dirigée par le diplomate turc Yaşar Halit Çevik qui a succédé à Ertuğrul Apakan à ce poste. Le MSO utilise des équipements modernes pour surveiller le respect du cessez-le-feu par les parties, notamment des drones et des caméras fixes,.
La mission partage ses observations publiquement sous différents formats. Il s'agit de rapports quotidiens, de rapports ponctuels sur des incidents spécifiques et de rapports thématiques sur les tendances générales dans leur zone d'opération, par exemple sur l'effet du conflit sur l'accès à l'éducation. La mission dispose également de sa propre chaîne YouTube où elle partage des vidéos de ses observations. La plus populaire de ces vidéos, qui montre un convoi russe entrant clandestinement en Ukraine, a été visionnée des centaines de milliers de fois.

La MSO surveillant les mouvements d'armes lourdes dans l'est de l'Ukraine, février 2015
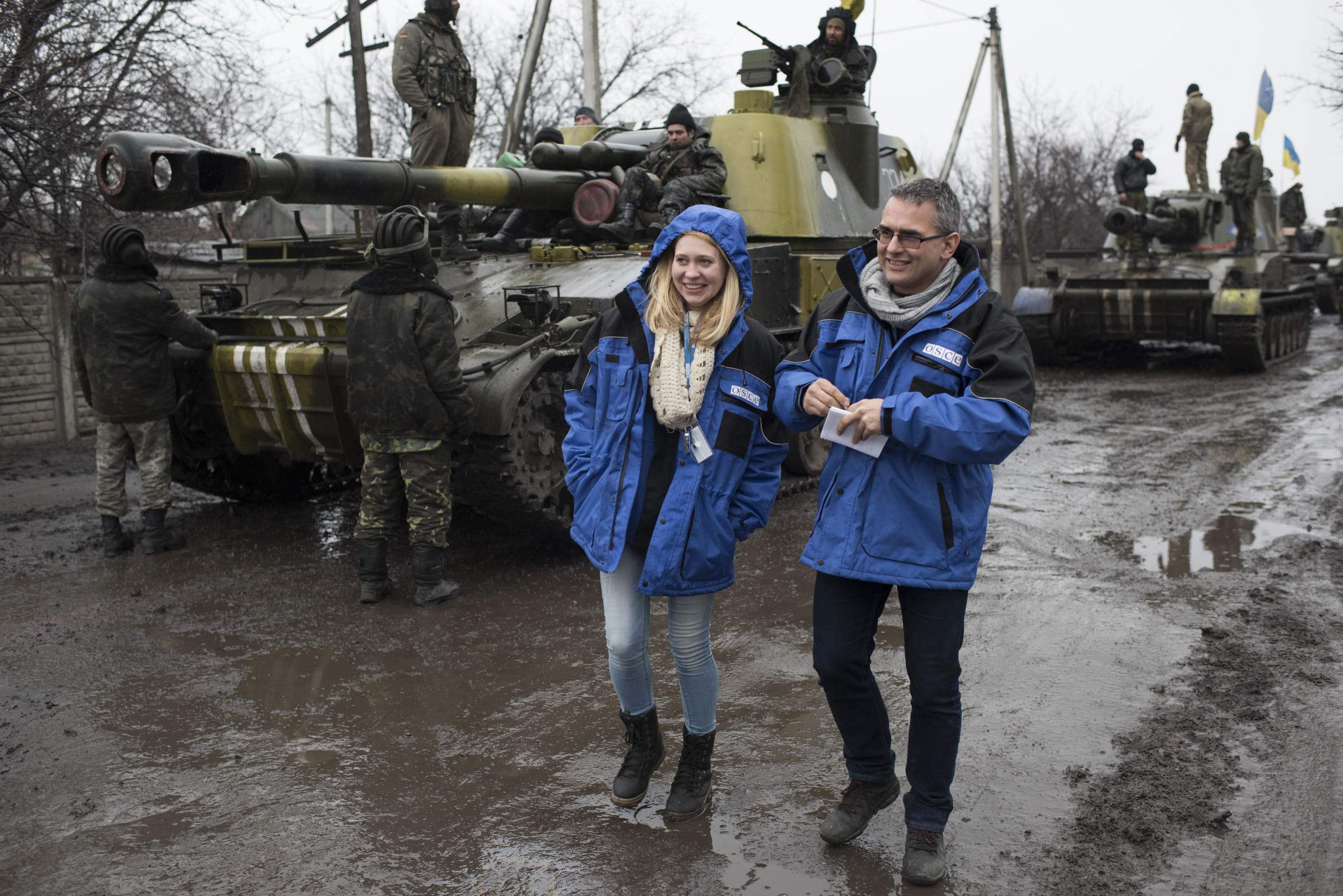
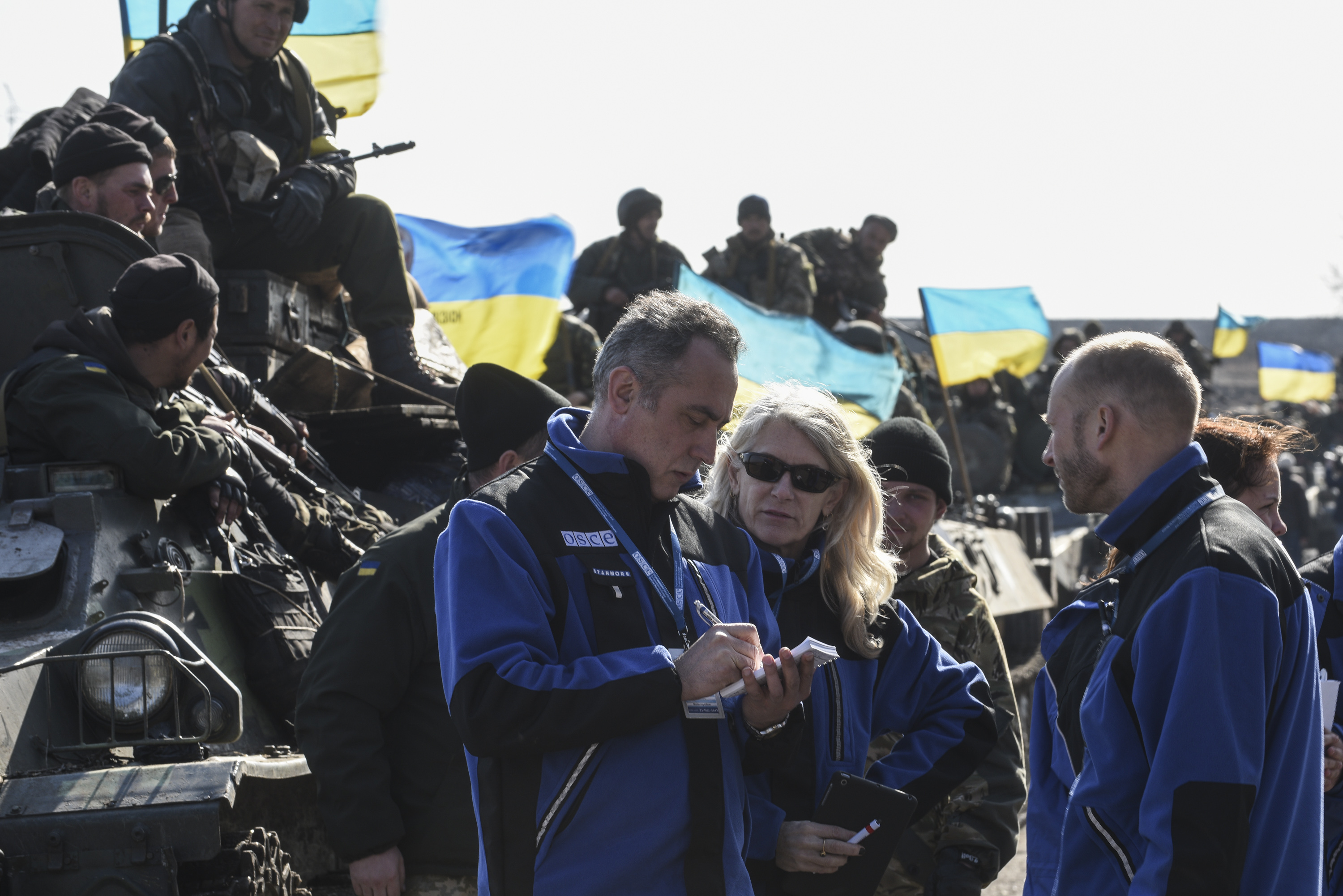
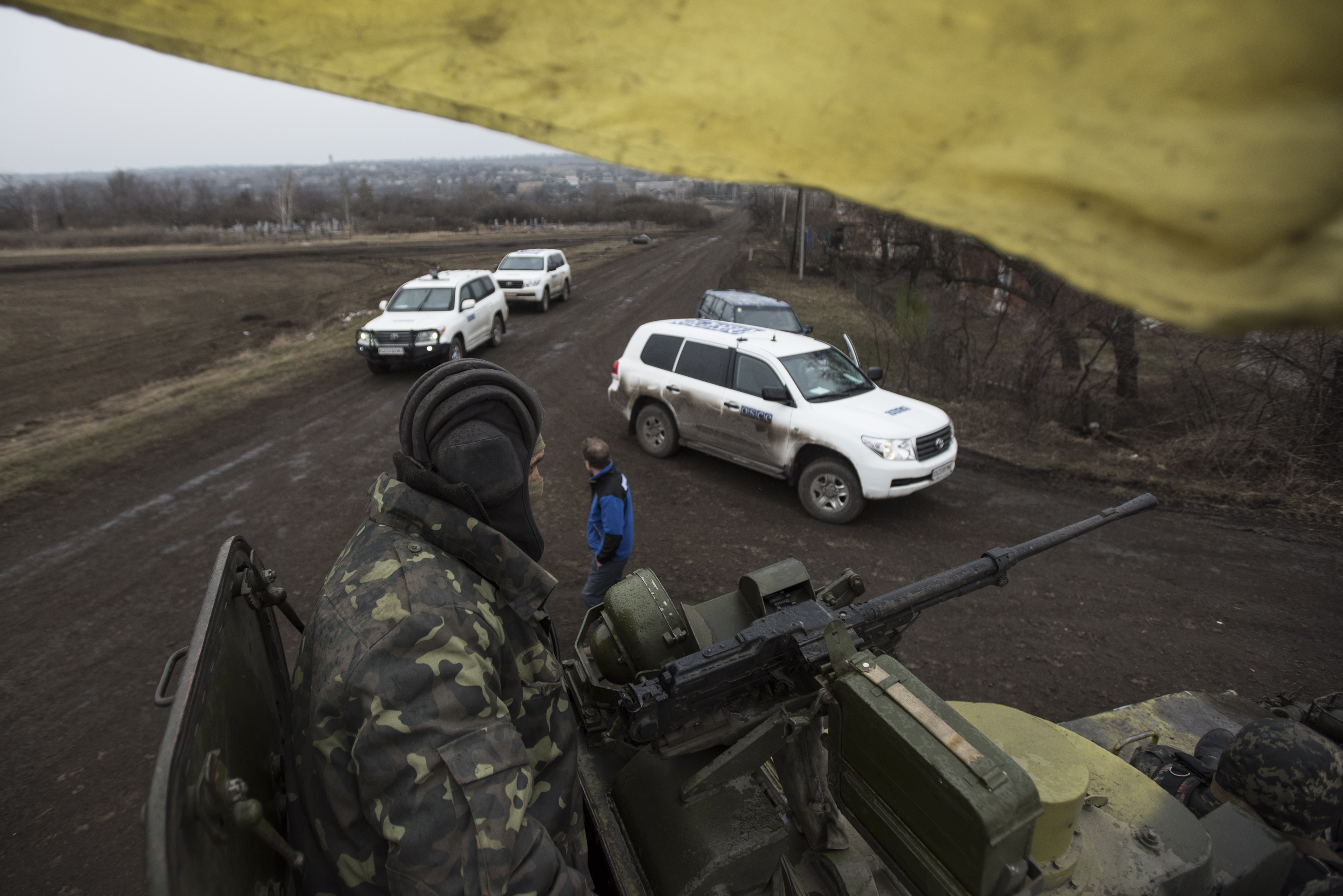
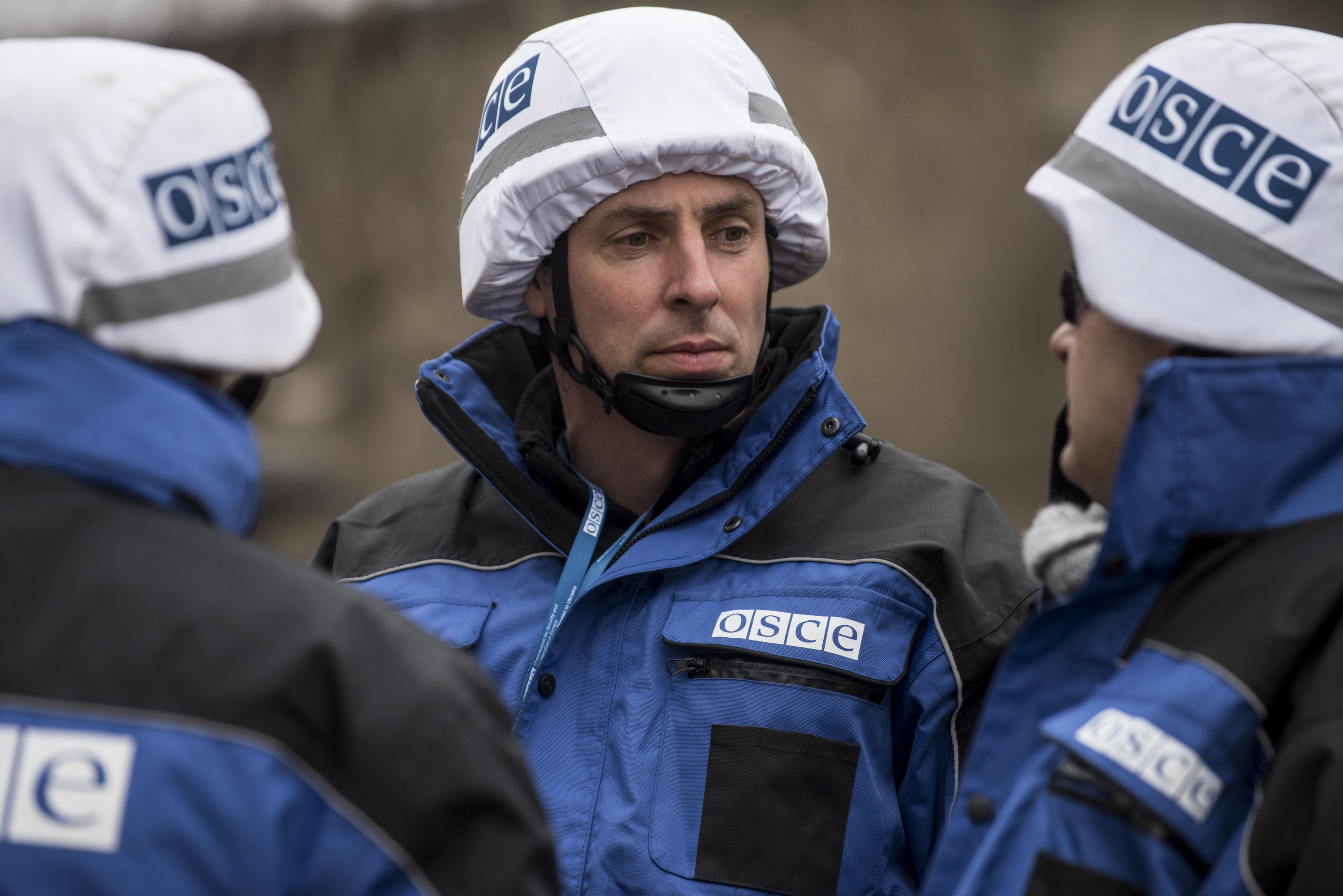

## Chronologie
La crise s'est encore accentuée avec l'intervention de la fédération de Russie et son annexion de la Crimée en mars 2014. La crise dans la région industrielle et russophone du Donbass, dans l'est de l'Ukraine, dégénère en guerre entre les Forces armées de l'Ukraine et les forces séparatistes prorusses, y compris des troupes régulières des  Forces armées de la fédération de Russie. 
Pour tenter de calmer la situation, l'OSCE a décidé d'envoyer les cent premiers observateurs de la mission spéciale de surveillance le 21 mars 2014. Le conflit s'est malgré tout intensifié jusqu'au 5 septembre 2014, date à laquelle le premier protocole de Minsk a été signé entre les parties au conflit, notamment l'Ukraine et la fédération de Russie. Ce protocole établissait un cessez-le-feu et prévoyait que la Mission spéciale de surveillance surveillerait le cessez-le-feu.
Ce cessez-le-feu n'a jamais été pleinement mis en œuvre, les séparatistes de l'est de l'Ukraine refusant par exemple de céder le contrôle de la frontière à la Russie. En conséquence, le cessez-le-feu n'a tenu que pendant une période limitée et, début 2015, la guerre a connu une nouvelle escalade jusqu'à ce que le paquet de mesures pour la mise en œuvre du protocole de Minsk soit signé le 12 février 2015 par le format Normandie et a réaffirmé le rôle de surveillance de la MSO, à la suite de quoi l'effectif maximal mandaté de la mission a été étendu à 1 000 personnes le 12 mars 2015.
En 2017, un observateur a été tué et deux autres blessés lorsque leur véhicule a heurté une mine terrestre. Par la suite, les patrouilles de la MSO se sont limitées aux routes asphaltées et bétonnées. L'efficacité de la surveillance de la MSO souffre de la présence de mines, d'engins non explosés et de la faible vitesse à laquelle ils sont nettoyés, ainsi que des tirs d'artillerie et du comportement menaçant du personnel armé. Cette situation entrave la capacité de la MSO à surveiller efficacement la mise en œuvre du Protocole de Minsk car elle limite son accès aux zones et présente de grands risques pour la sécurité des observateurs civils de la MSO.
En raison de la présence importante de forces armées russes aux frontières de l'Ukraine en ce début 2022, la présence de la MSO fluctue,,.

## Limites
La surveillance de l'OSCE se heurte fréquemment à des restrictions d'accès et au brouillage des signaux des drones de surveillance. En 2021, l'OSCE a signalé que 62,5 % des vols de drones à longue portée ont été confrontés à des interférences du signal GPS, le brouillage étant si fort qu'il a parfois empêché le drone de décoller. L'OSCE a signalé à de nombreuses reprises la présence d'équipements de guerre électronique russes dans les zones contrôlées par les séparatistes, y compris des systèmes Repellent-1 spécifiquement anti-drones. Le 30 avril 2021, l'OSCE a également signalé que deux membres de formations armées s'étaient approchés de l'équipe de surveillance alors qu'elle s'apprêtait à lancer un drone et avaient menacé de l'abattre s'il était lancé.